# John Lund (skådespelare)
John Lund, född 6 februari 1911 i Rochester, New York, död 10 maj 1992 i Los Angeles, Kalifornien, var en amerikansk skådespelare. Lund hade en kort storhetstid under sent 1940-tal och medverkade i nära 30 filmer innan han 1963 lämnade skådespelaryrket för att bli affärsman.

## Filmografi i urval
- 1946 – Kärlek som aldrig dör
- 1948 – Det hände i Berlin
- 1948 – Natten har tusen ögon
- 1948 – Skratt för miljoner
- 1949 – Dårfinkar är vi allihopa
- 1950 – Ur vattnet i elden
- 1950 – Gift med en död man
- 1951 – Parningstid
- 1955 – Den vita fjädern
- 1956 – En skön historia
- 1962 – Fnurra på trå'n